# Rombicosidodecaedro
En la geometría, el rombicosidodecaedro es un sólido de Arquímedes. Tiene 62 caras (12 pentágonos, 30 cuadrados y 20 triángulos), 120 aristas y 60 vértices. Este sólido se obtiene como dual del hexecontaedro deltoidal, por expansión del dodecaedro o biselando las aristas de un dodecaedro.
El nombre del rombicosidodecaedro viene a partir del hecho de que las 30 caras cuadradas yacen en los mismos planos que las 30 caras del triacontaedro rómbico, que es dual al icosidodecaedro.

## Coordenadas cartesianas
Las coordenadas cartesianas para los vértices de un rombicosidodecaedro de lado 2 centrado en el origen son:
(±1, ±1, ±φ3),
(±φ3, ±1, ±1),
(±1, ±φ3, ±1),
(±φ2, ±φ, ±2φ),
(±2φ, ±φ2, ±φ),
(±φ, ±2φ, ±φ2),
(±(2+φ), 0, ±φ2),
(±φ2, ±(2+φ), 0),
(0, ±φ2, ±(2+φ)),
donde φ = (1+√5)/2 es la razón áurea.

## Área y volumen
El área y volumen de un rombicosidodecaedro de lado a son:
{\displaystyle {\begin{aligned}A&=\left(30+5{\sqrt {3}}+3{\sqrt {25+10{\sqrt {5}}}}\right)a^{2}\approx 59.3059828a^{2},\\V&={\frac {1}{3}}(60+29{\sqrt {5}})a^{3}\approx 41.6153238a^{3}.\\\end{aligned}}}

## Áreas de interés
El rombicosidodecaedro sería una muy buena forma para la hechura de pelotas de fútbol, debido a que sin inflarse, puede llenar hasta el 93.32% de una esfera, a diferencia del icosaedro truncado, la forma más común de estas pelotas, que llena tan solo el 86.74%.